# Dapanoptera richmondiana richmondiana
Dapanoptera richmondiana richmondiana is een ondersoort van de tweevleugelige Dapanoptera richmondiana uit de familie steltmuggen (Limoniidae). De soort komt voor in het Australaziatisch gebied.